# Колчестер

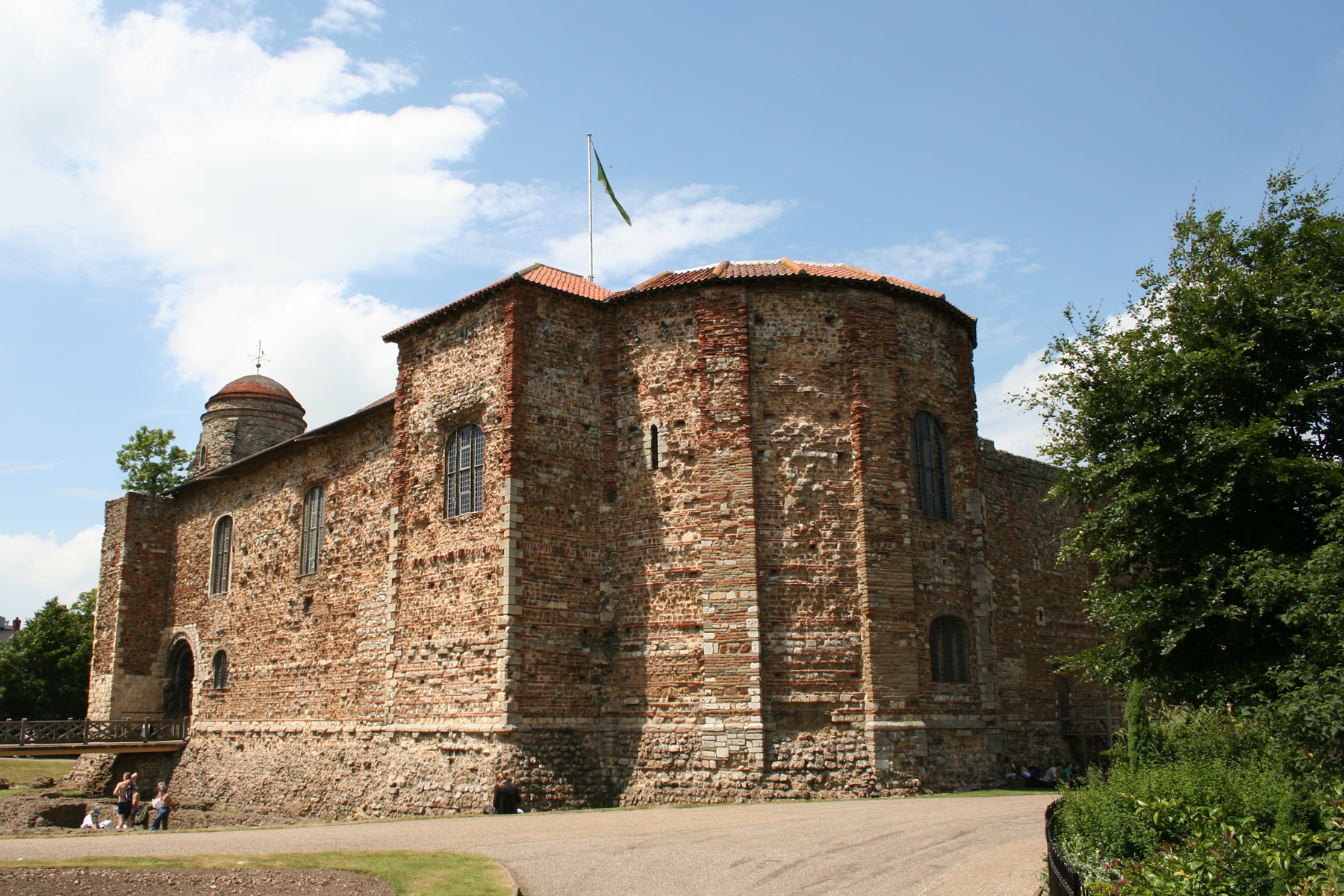
Колчестерский замок, сооружённый на развалинах храма Клавдия

Ко́лчестер (англ. Colchester) — город и одноимённый район в английском графстве Эссекс, на реке Колн, на вершине возвышенности, на которой и теперь ещё сохранились стены римского города Камулодунума (лат. Camulodunum, Colonia Claudia Victricensis) и остатки старинных зданий. Считается древнейшим городом на Британских островах.
Много учебных и благотворительных заведений, пристань, таможня и обширный рынок, фабрики и заводы. Население района — 181 000 (2009 год), городской агломерации — 104 390 человек (2001 год).

## Название
Легенда приписывает происхождение названия «Колчестер» мифическому королю Колю Старому (англ. Old King Cole), который, согласно легенде, поднимал восстание против римлян.
Существует мнение, что римское название города Камулодун дало название Камелоту — легендарному рыцарскому замку короля Артура, в котором находился его Круглый стол и собирались рыцари и где он провёл большую часть своей жизни.
Этнохороним, название жителей определённой местности, для колчестерцев приобретает суффикс, характерный для латинских названий — «Colcestrian».

## История

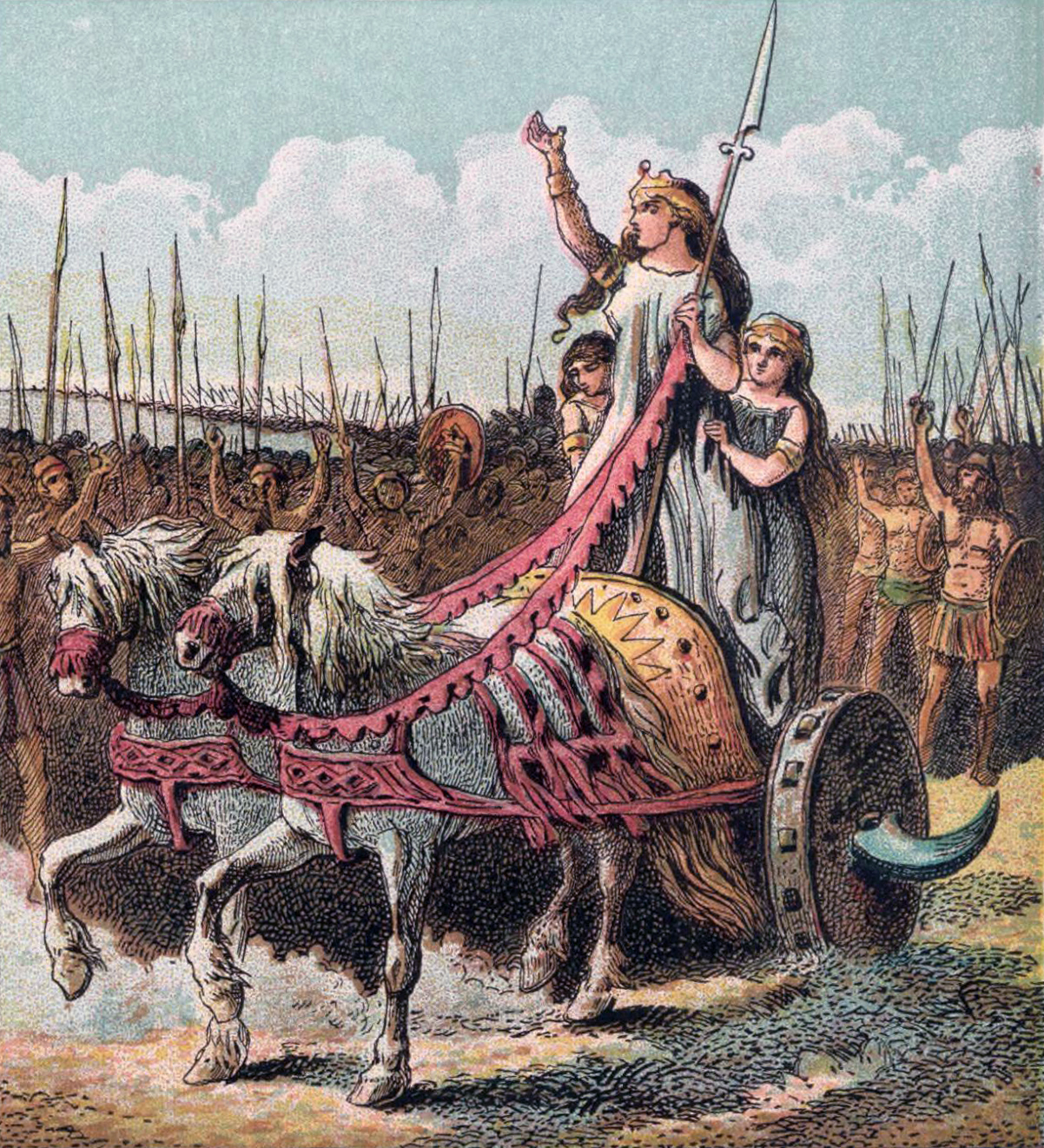
«Боудикка и её армия»

Камулодун был древнейшим римским поселением в Британии, до 50 года н. э. был столицей кельтского племени триновантов. По мнению исследователей, Аддедомар (вождь триновантов) перенес столицу из Брэфинга в Камулодун. Приблизительно в 10 году до н. э. Таскиован, правитель племени катувеллаунов, чеканил монеты в Камулодуне — факт, который дал историкам основания предполагать, что столица триновантов была захвачена катувеллаунами.
Вскоре после начала римского завоевания Британии, в 49 году н. э., когда произошло новое вторжение под управлением императора Клавдия, тринованты вновь стали союзниками римлян. Это привело к тому, что город Камулодун перешёл из рук триновантов к римлянам и стал столицей римской Британии. После этого тринованты присоединились к племени иценов в борьбе против захватчиков.
Известен как место, где происходило восстание Боудики в 61 году, одно из самых известных событий римской эпохи истории Англии. Восставшие во главе с Боудикой захватили город Камулодун. В 61 г. н. э. Квинт Петиллий Цериал попытался отбить город, однако потерпел сокрушительное поражение и вынужден был с остатками своего IX Испанского легиона укрыться в Галлии. После разгрома Камулодуна столицей римской Британии стал Лондон.
В период саксонского владычества Колчестер также играл видную роль в английской истории.
Во время Английской революции, в 1648 году, Колчестер осадили войска «круглоголовых», сторонников парламента, под командованием Томаса Ферфакса и Генри Айртона.
В районе Колчестера 22 апреля 1884 года произошло самое разрушительное в истории Великобритании землетрясение, тысячи домов разрушены, несколько человек погибли.
С 2006 года Колчестер является одним из двенадцати мест Великобритании и Содружества, где производятся залпы «Салюта из 21 орудия».
В 2012 году Колчестер безуспешно подавал заявку на присвоение городу статуса «сити», а в сентябре 2022 года получил этот статус.

## География
Колчестер находится в северо-восточной части графства Эссекс, Восточная Англия и является центром одноимённого района с населением 181 000 человек (2009 год). В городскую агломерацию Колчестера входят населенные пункты с суммарным населением 104 390 человек. Это 69-я по количеству населения городская агломерация Великобритании (2001 год).
В отдельные годы в Колчестере выпадает сравнительно малое количество осадков — 450 миллиметров, что меньше, чем среднегодовое количество осадков в Иерусалиме или Бейруте.

## Экономика
В районе Колчестер, на побережье, процветает устричный промысел.

## Транспорт
В 50 километрах к западу от Колчестера расположен аэропорт Станстед.
Железнодорожная ветка «Great Eastern Main Line» связывает Колчестер с городами Челмсфорд и Ипсуич, Лондоном и его пригородом Стратфордом. Среди других направлений — города Кембридж, Клактон-он-Си и Уолтон-он-те-Нейз.

## Политика
Города-побратимы — Авиньон во Франции, Имола в Италии, Вецлар в Германии.
С 1994 года Колчестер входит в рабочую группу «Most Ancient European Towns Network», объединяющую некоторые древние города Европы.

## Вооружённые силы

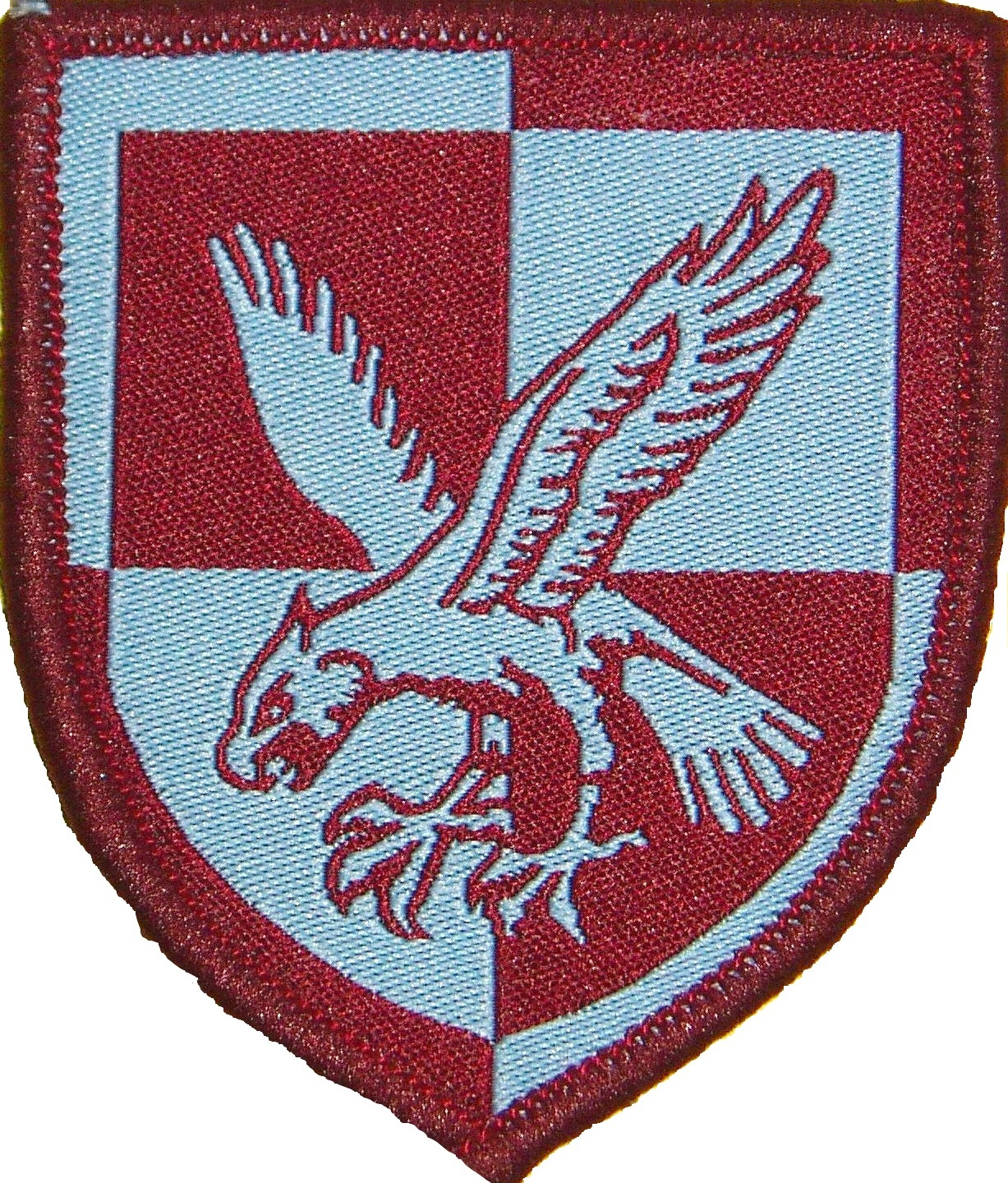
Эмблема 16-й десантно-штурмовой бригады

С 43 года нашей эры, начиная с самого римского завоевания Британии, в городе действует постоянный воинский гарнизон. Его значение оставалось важным и во время наполеоновских войн и в викторианскую эпоху.
Сейчас в городе базируется 16-я десантно-штурмовая бригада сухопутных войск Великобритании общей численностью около 8 тысяч военнослужащих. Бригада организована в 1999 году, когда в Колчестер перебросили некоторые части Британской армии, в частности из военного городка в Олдершоте. С момента основания бригада принимала участие в операциях в Македонии, Афганистане и Ираке.

## Культура

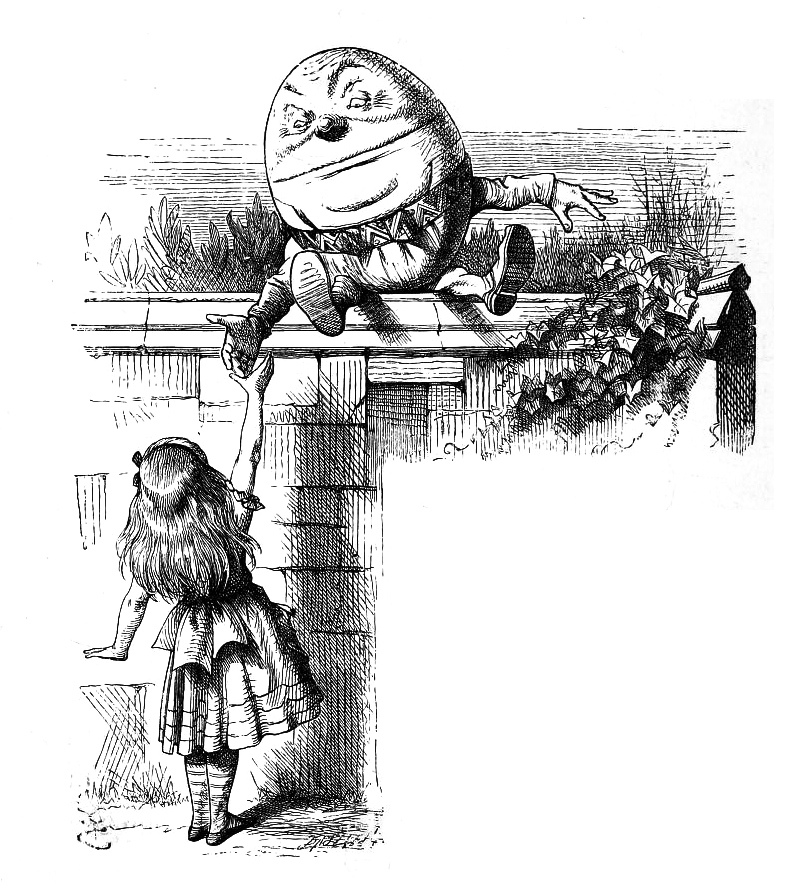
Алиса и Шалтай-Болтай (иллюстрация Джона Тенниэла к английскому оригиналу книги «Алиса в Зазеркалье»)

Местная легенда гласит, что римский император Константин I Великий, сын Констанция I Хлора и Елены Равноапостольной, приходится внуком по матери «основателю» Колчестера, известному фольклорному персонажу Королю Колю.
С осадой Колчестера летом 1648 года связано появление «Шалтай-Болтая» — персонажа многих классических английских детских стихотворений. «Шалтай-болтай», как полагают, был большим крепостным орудием. В ходе осады парламентаристам удалось пушечным выстрелом повредить стену ниже «Шалтай-болтая», и орудие упало на землю. Роялисты попытались установить «Шалтай-болтая» на другой части стены. Однако орудие было настолько тяжелым, что «все люди короля и все лошади короля не смогли поднять его снова». В результате этого силы роялистов были сильно подорваны и стратегически важный Колчестер пал после 11-недельной осады.
Немецкий десантник Клаус Кински, будущий актёр театра и кино, сыграл одну из своих первых ролей находясь в плену в Колчестере. Кински принял участие в самодеятельном театре, выступления которого были предназначены для поднятия морального духа среди заключенных.
В романе «1984», написанном Джорджем Оруэллом в 1949 году, Колчестер становится местом военных действий. В воспоминаниях главного героя на город сброшена атомная бомба.
В юмористической книге «Астерикс в Британии», написанной Рене Госинни в 1966 году, регбийная команда из Камулодунума встречалась с командой из Дуровернума (древнего Кентербери).
Действия эпизода «The Lodger» в телевизионном сериале «Доктор Кто» происходят в Колчестере.

## Образование
В Колчестере расположен основной кампус Эссекского университета.

## Спорт
Профессиональный футбольный клуб «Колчестер Юнайтед» выступает в сезоне 2023/24 в Второй Футбольной лиге Англии.
«Крикетный клуб графства Эссекс» играет некоторые из своих домашних игр в Колчестере.

## Достопримечательности
- Колчестерский замок, сооружённый на развалинах римского храма Клавдия.
- Галерея искусств, построенная в 2011 году архитектором Рафаэлем Виньоли.